# غزلان الشهيري
غزلان شهيري من مواليد 11 سبتمبر\شتنبر 1994، لاعبة كرة قدم المغرب دولية تلعب مدافعة في الجيش الملكي وفي منتخب المغرب لكرة القدم للسيدات

## مسيرتها

### في النوادي
ظهرت غزلان الشهيري لأول مرة في رجاء أكادير  ثم تابعت تدريبها في نجاح سوس  ، قبل أن تنضم إلى نادي الجيش الملكي في 2018. مع هذا الأخير ، فازت بعدة ألقاب من بينها كأس البطولة وكأس العرش.

#### دوري أبطال أفريقيا 2021
تمكنت هي وناديها من التأهل إلى المرحلة النهائية من النسخة الأولى من دوري أبطال أفريقيا لكرة القدم للسيدات والتي نظمت في مصر في نوفمبر 2021. وكانت لاعبة رسمية في جميع المباريات، وصنف فريقها في الرتبة 3.

#### دوري أبطال أفريقيا 2022 يتوج الجيش الملكي
بعد نسخة 2021 في مصر، شاركت غزلان الشهيري في النسخة التالية التي نظمت في المغرب. وتأهل الجيش الملكي للمرحلة النهائية بعد فوزه بالبطولة المغربية. قدمت تمريرة حاسمة في هدف الفوز لفريقها الذي سجلته ابتسام الجريدي في اليوم الأول ضد سيمبا كوينز في يوم 30 أكتوبر 2022. وأعادت الكرة بتمريرة حاسمة في اليوم الثالث 25 نونبر 2022 ضد ليبيريا من خلال تقديم مساعدتين لزملائها في الفريق.
اختار الاتحاد الإفريقي لكرة القدم "كاف"، غزلان الشهيري، لاعبة الجيش الملكي النسوي، للفوز بجائزة أفضل لاعبة في المباراة التي فاز فيها فريقها على ديتيرمين غيرلز الليبيري، بهدفين لصفر، مساء السبت 5 نونبر 2022، برسم الجولة الثالثة من دور المجموعات في دوري أبطال إفريقيا.
في 13 نونبر 2022 فاز الجيش الملكي بالمباراة النهائية وفاز بالمنافسة على حساب حامل اللقب ماميلودي صنداونز بعد تسجيله لأربعة أهداف مقابل صفر. غزلان الشهيري شاركت في النهائي بصفتها حاملة اللقب.

### سيرتها الدولية

#### منتخب المغرب لكرة القدم للسيدات
شاركت غزلان الشهيري في العديد من الاختيارات والدعوات للتدريب والمباريات والبطولات الودية تحت إشراف مدربين مختلفين. وشاركت في تصفيات كأس إفريقيا للأمم 2018  بالإضافة إلى التأهل لأولمبياد 2020. لكن المغرب لم يتأهل لهذه المراحل النهائية المختلفة.
غزلان الشهيري جزء من الفريق الذي فاز ببطولة اتحاد شمال إفريقيا لكرة القدم في فبراير 2020.
كما شاركت لاعبة الجيش الملكي في بطولة عائشة بخاري التي نُظمت في لاغوس في سبتمبر 2021، والتي احتل خلالها المغرب المركز 2 .
في فبراير 2022، فازت ببطولة مالطا الدولية بالاختيار ، حيث شاركت في المباراة الأولى ضد مالطا، لكنها كانت تعاني من إصابة، وتم استبدالها في الدقيقة 35 من قبل سامية فكري.
أصيب غزلان شهيري في كاحلها في 18 يونيو 2022 ضد زامبيا  ، قبل أيام قليلة من كأس إفريقيا للأمم 2022.

#### كأس الأمم الأفريقية 2022
على الرغم من إصابتها، التي ليست خطيرة، إلا أنها لا تزال محتفظًا بها من قبل رينالد بيدروز في قائمة 26 لاعباً  يشاركون في كأس إفريقيا للأمم 2022 من 2 إلى 23 يوليو 2022 في المغرب .
لعبت مباراتين خلال هذه الطبعة. خسر النهائي أمام جنوب إفريقيا  بدخولها المباراة بدلاً من زينب رضواني التي غادرت بسبب الإصابة.
كانت الشهيري ضمن التشكيلة التي حسمت تأهيل المغرب الأول لكأس العالم للسيدات.

#### الاستعدادات لكأس العالم 2023
في إطار الاستعدادات لكأس العالم 2023، لعب المغرب مباراتين وديتين في إسبانيا في قادش ضد بولندا يوم الجمعة 26 أكتوبر وكندا. وشاركت غزلان الشهيري في المباراة الأولى كبديل والتي شهدت خسارة المغاربة بأربعة أهداف مقابل صفر.

## الإنجازات
الجيش الملكي للسيدات
- البطولة الوطنية المغربية (5) : 2019، 2020، 2021، 2022، 2023
- كأس العرش (4) : 2019، 2020، 2021، 2022
- بطولة شمال إفريقيا (1) : 2021
- دوري أبطال أفريقيا (1) : 2022

 المغرب
- كأس أفريقيا للسيدات الوصيف: 2022
- دورة اتحاد شمال أفريقيا للسيدات : 2020
- بطولة مالطا الدولية : 2022

## التكريم الشخصي
- في النوع الحادي عشر من دوري أبطال أفريقيا 2022 للكاف.[12]